# Directory of Open Access Books

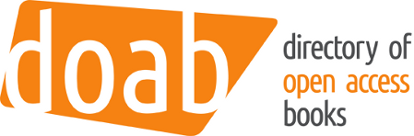

Das Directory of Open Access Books (DOAB) ist eine von der gemeinnützigen DOAB Foundation betriebene Datenbank, die wissenschaftliche, begutachtete Open-Access-Bücher indexiert. Die Kriterien für die Aufnahme sind streng, es werden nur begutachtete Monografien, Sammelwerke und kritische Editionen aufgenommen, die unter einer Open-Access-Lizenz veröffentlicht wurden. Die Plattform möchte dadurch die Open-Access-Transformation unterstützen und den Nutzern helfen, vertrauenswürdige Open-Access-Bücher und -Buchverlage zu finden. Das DOAB empfiehlt den Verlagen, die sich für die Aufnahme ihrer Bücher im DOAB bewerben möchten, die Publikationsstandards der Open Access Scholarly Publishing Association umzusetzen. Stand April 2025 werden im DOAB 97.000 Open-Access-Monografien von 824 verschiedenen Wissenschaftsverlagen verzeichnet, mehr als 13.000 davon in deutscher Sprache.
Alle Metadaten werden unter der CC0-Lizenz bereitgestellt.

## Geschichte
Das DOAB wurde 2012 aus dem EU-geförderten Projekt OAPEN (Open Access Publishing in European Networks) gegründet, aus dem auch die OAPEN Foundation hervorging, die zunächst als Betreiber fungierte. Vorbild war das Directory of Open Access Journals (DOAJ), das nur Open-Access-Zeitschriften aufnimmt, die nachweislich Begutachtungsverfahren nutzen. Das OAPEN-Projekt war aus dem Wunsch heraus gegründet worden, Open Access auch für Monografien als die wichtige Publikationsform in den Geistes- und Sozialwissenschaften zu etablieren. Offiziell vorgestellt wurde das DOAB auf der Open Access Monographs in the Humanities and Social Sciences Conference im Juli 2013.
2014 begann eine Kooperation mit der französischen Plattform OpenEdition, weitere mit SciELO und Project MUSE folgten.
Seit 2020 wird das DOAB von der DOAB Foundation betrieben, die wie die OAPEN Foundation auch ihren Sitz in Den Haag, Niederlande hat.
Mit dem Open Access Books Network (OABN) gibt es eine Diskussionsplattform zum Thema Open Access für Bücher auf Knowledge Commons. Seit 2021 läuft das DOAB auf der Repository-Software DSpace 6.
Im November 2022 wurde PRISM (Peer Review Information Service for Monographs) gestartet, ein Dienst, mit dem Verlage die Möglichkeit haben, Informationen über das durchgeführte Peer Review für die jeweilige Monografie bereitzustellen. Auf diese Weise soll mehr Transparenz in Bezug auf die Begutachtungsverfahren erreicht werden. 2023 startete die Deutsche Forschungsgemeinschaft (DFG) eine Kooperation mit der OPAPEN Library, die darin resultiert, dass die von der DFG geförderten Open-Access-Bücher auch im DOAB gelistet werden.

## Wachstum
Das DOAB startete 2012 mit 750 Büchern von 20 verschiedenen Verlagen. Im November 2017 wurde die Zahl von 10.000 indexierten Büchern erreicht. Seitdem hat die Zahl der indexierten Bücher und teilnehmenden Verlage weiter zugenommen und liegt bei mehr als 97.000.